# Il teatro di Esopo
Il teatro di Esopo è un cartone animato trasmesso su Rete 4 e Rai Yoyo. È prodotto dalla Cake Entertainment in animazione 3D.
Protagonista del cartone è una compagnia teatrale: il lupo Esopo è impresario, regista e autore delle commedie messe in scena, nonché uno degli attori. Oltre a lui, della compagnia fanno parte la volpe Pressy, che narra le storie, l'attore Libbit, un coniglio che si crede leone, e 5 maialini che tutti insieme formano i "Cicciottini".
Le storie sono ambientate in uno scenario bucolico che ricorda le atmosfere delle favole raccontate. Le commedie messe in scena sono tratte dalle famose fiabe del favolista greco.

## Trama
In ogni episodio viene rappresentata una commedia basata su una fiaba del favolista greco e, parallelamente, si svolge la vicenda di Esopo e della sua compagnia che ha una qualche attinenza con la favola stessa. Alla fine di tutti gli episodi viene attribuita una morale che insegna al pubblico dei bambini cose che si imparano in modo divertente.

## Episodi
- Al lupo! Al lupo!
- La lepre e la tartaruga
- Il cervo e il leone
- Il cane e l'osso
- Il topo di città e il topo di campagna
- La cicala e la formica

## Personaggi
- Esopo: è il lupo leader della compagnia e ha il ruolo di drammaturgo, regista e attore. Doppiato in italiano da Ambrogio Colombo.
- Pressy: la saggia Pressy è la volpe narratrice. Doppiata da Micaela Incitti in italiano.
- Libbit: è un coniglio che si crede un leone e ha il ruolo di attore; spesso entra in competizione con Esopo. Doppiato da Antonella Baldini.
- Godard: è il più ingordo e nullafacente dei maialini.
- Bogart: è uno dei maialini e ha un occhio nero. Bogart, insieme a Godard, è colui che crea più guai nella compagnia.
- Elvis: un altro maialino che si crede migliore degli altri.
- Audrey: è un maialino con un ciuffo bianco, innamorato di Milala.
- Milala: è una maialina simile nell'aspetto a Elvis.